# Estação Vila Clarice
A Estação Vila Clarice é uma estação ferroviária, pertencente à Linha 7–Rubi da CPTM, localizada no distrito de Pirituba, no município de São Paulo.

## História
O loteamento de Vila Clarisse já aparecia nos mapas de São Paulo em 1930, sendo que em 1943 o núcleo já se encontrava em fase de povoamento. Entre a década de 1940 e o início da de 1950 surgiu um simples apeadeiro, com paradas ocasionais dos trens. Em 1953, a vereadora Anna Lamberga Zeglio solicitou ao diretor da Estrada de Ferro Santos a Jundiaí que os trens de subúrbio fizessem parada regular em Vila Clarisse. Com o crescimento do bairro Vila Clarisse, a EFSJ implanta uma estação no lugar do apeadeiro, inaugurada em 1 de setembro de 1955.
Após ser gerida pela RFFSA entre 1957 e 1983, Vila Clarice passa em 1984 para a administração da CBTU, que realiza em 1985 a ampliação das plataformas da estação a fim de comportar 9 carros ante os 6 para os quais estava preparada.
Em 1o de junho de 1994, a estação foi transferida para a CPTM. Apesar de ter escapado de depredação durante os tumultos de 1983, a estação Vila Clarice foi severamente depredada ao lado de outras 6 estações da Linha Noroeste da CPTM durante os tumultos na CPTM em 1996. Por conta disso, a estação e a linha ficaram fechadas para reparos durante seis meses.
Por conta da estação Vila Clarice estar situada em uma curva, o vão entre o trem e as plataformas é de 39 cm (superior aos 10 cm permitidos pela norma ABNT-NBR 14021), sendo o 4ª maior de toda a rede. Isso suscita reclamações de passageiros de tempos em tempos. Apesar da CPTM desenvolver diversos projetos para diminui os vãos da parada a fim de cumprir a norma, nenhum saiu do papel.

### Projetos

#### CPTM
A CPTM realizou duas licitações visando a elaboração de projetos de recuperação estrutural de plataformas e a readequação funcional da estação. Apesar de pequenas obras ter sido executadas, as principais (construção de um novo prédio e cobertura das plataformas) não foram realizadas.

#### Metrô
Durante a campanha de São Paulo para a Expo 2020, um novo Centro de Exposições foi projetado para receber a exposição na região de Pirituba/Vila Clarisse. Para atender aos visitantes, o metrô projetou a expansão da Linha 6–Laranja da estação Brasilândia até a Rodovia dos Bandeirantes, integrando com a Linha 7 da CPTM em Vila Clarice. Com a derrota de São Paulo, o projeto acabou arquivado.

## Toponímia
O nome da estação deriva do loteamento lançado por volta de 1943 na região. Apesar do nome do bairro ser grafado "Vila Clarisse", a estação recebeu o nome "Vila Clarice", o mantendo até os dias atuais.

## Tabelas
| Sigla | Estação      | Inauguração           | Integração               | Plataformas | Posição    | Notas                        |
| ----- | ------------ | --------------------- | ------------------------ | ----------- | ---------- | ---------------------------- |
| VCL   | Vila Clarice | 1 de setembro de 1955 | Bilhete Único da SPTrans | Laterais    | Superfície | Estação construída pela EFSJ |